# Callyna monoleuca
Callyna monoleuca är en fjärilsart som beskrevs av Walker 1858. Callyna monoleuca ingår i släktet Callyna och familjen nattflyn. Inga underarter finns listade i Catalogue of Life.